# Monte Pratiglio
Monte Pratiglio è un rilievo dei monti Simbruini, nel Lazio, nella provincia di Roma, nel comune di Jenne.